# گلیکوکالیکس

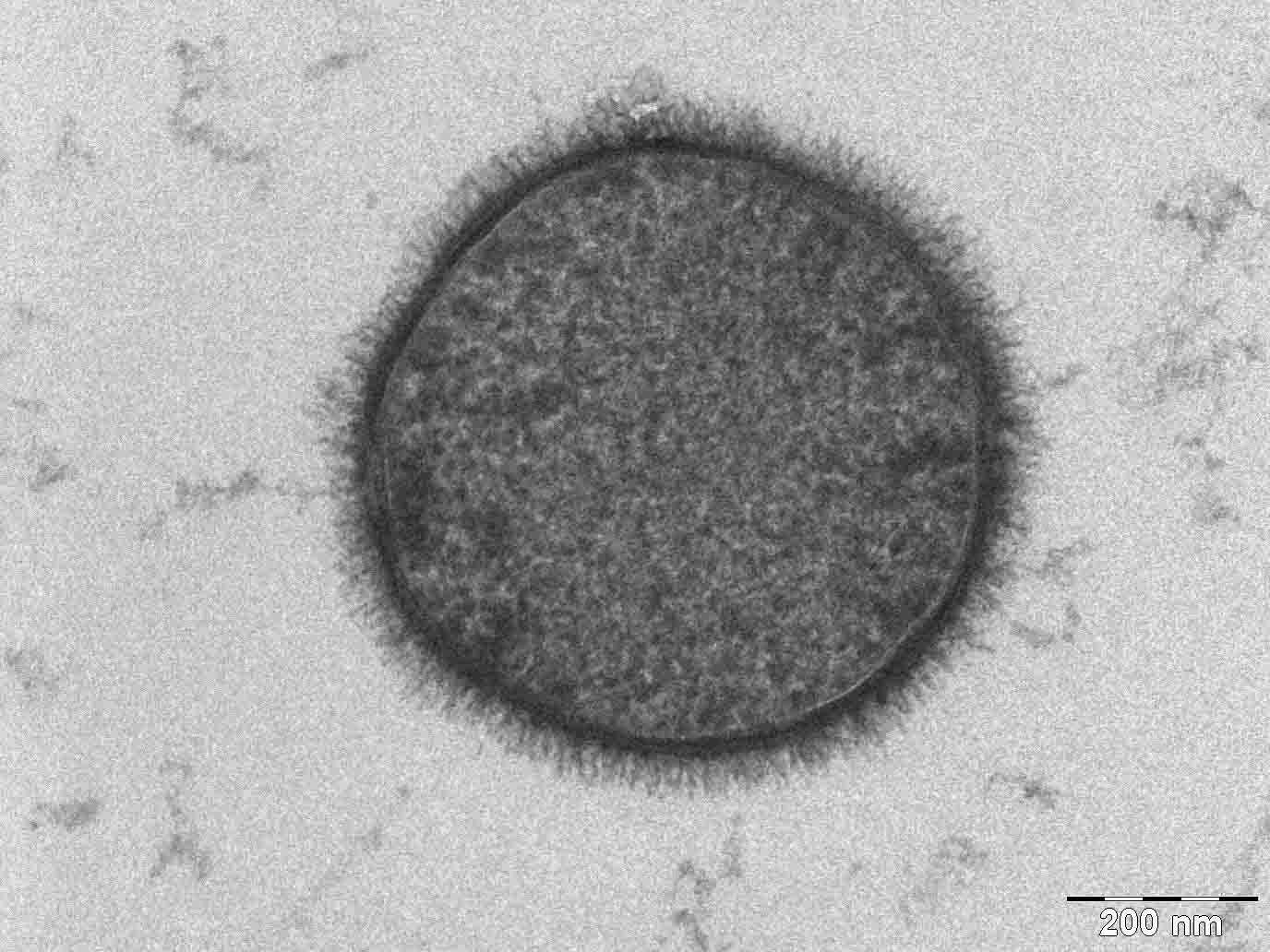
باسیلوس سوبتیلیس زیر میکروسکوپ الکترونی عبوری: گلیکوکالیکس کرک-مانند در اطراف سلول قابل مشاهده است (نوار مقیاس = ۲۰۰ نانومتر)

گلیکوکالیکس یا کت سلول، لایه ای کرک‌مانند اطراف غشای برخی سلولهاست. گلیکوکالیکس در شناسایی سلول، پیوند سلول به سلولهای دیگر و ورود مولکول‌های بیرونی به سلول نقش دارد.

## ساختمان
گلیکوکالیکس از زنجیره‌های کربوهیدرات پیوسته با پروتئین‌ها و لیپیدها تشکیل می‌شود که به ترتیب گلیکوپروتئین‌ و گلیکولیپید‌ می‌باشند.
گلیکوکالیکس کرک_مانند است. گلیکوکالیکس از چندین بخش کربوهیدراتی از گلیکولیپیدهای غشایی و گلیکوپروتئین‌ها تشکیل شده‌است. به‌طور کلی، بخش کربوهیدراتی گلیکولیپیدهای موجود در سطح غشای سلول به این مولکول‌ها کمک می‌کند تا در تشخیص سلول-سلول، ارتباط و چسبندگی بین سلولی کمک کنند.
این اصطلاح ابتدا برای پوشش ماتریس پلی ساکارید سلول‌های بافت پوششی به کار می‌رفت، اما مشخص شده‌است که عملکرد آن فراتر از آن است.

## کارکردها
گلیکوکالیکس نوعی شناسه است که بدن از آن برای تمایز بین سلول‌های سالم بافت‌های پیوندی خود از سلول‌های بیمار یا موجودات مهاجم استفاده می‌کند. در گلیکوکالیکس مولکول‌های چسبنده سلولی وجود دارد که سلول‌ها را قادر می‌سازد به یکدیگر بچسبند و حرکت سلول‌ها را در طول رشد جنینی هدایت کنند. گلیکوکالیکس نقش عمده ای در تنظیم بافت عروقی لایه درون‌رگی، از جمله تعدیل حجم گلبول‌های قرمز در مویرگ‌ها ایفا می‌کند. به‌طور خلاصه وظایف آن عبارتند از:
- نگهداری از سلول
- کمک به شناسایی یاخته توسط دستگاه ایمنی
- پیوندهای میان‌سلولی
- تعیین گروه خون [۳]